# 川崎市立向丘中学校
川崎市立向丘中学校（かわさきしりつ むかいがおかちゅうがっこう）は、神奈川県川崎市宮前区神木本町五丁目にある公立中学校。

## 沿革
- 1947年（昭和22年）4月30日 - 創立。

## 通学区域
出典
- 宮前区
  - けやき平
  - 神木1丁目
  - 神木2丁目
  - 神木本町1丁目
  - 神木本町2丁目
  - 神木本町3丁目
  - 神木本町4丁目
  - 神木本町5丁目
  - 平6丁目
- 高津区
  - 上作延
  - 向ヶ丘

## 学校周辺
- 特別養護老人ホームホーム神木
- 東名高速道路

## アクセス
- 川崎市営バス「向丘中学校下」バス停下車後、
  - ライオンズ宮前平第5（マンション）脇の歩道路（最短ルート）経由で、徒歩約300m・約5分。
  - 東名高速道路西側の側道経由で、徒歩約490m・約8分。